# Фів (футбольний клуб)
«Фів» (фр. SC Fivois) — французький футбольний клуб з одноіменого передмістя на сході міста Лілль. «Фів» заснований в 1901 році, в 1944 році об'єднався з іншим клубом з Лілля «Олімпіком», в результаті чого був утворений «Лілль».

## Історія
«Фів» був заснований в 1901 році, в передмісті Лілля. Спочатку команда називалася «Блискавка Фіва» (фр. l'Eclair Fivois), під такою назвою клуб виступав до 1919 року, коли команда була перейменована в спортивний клуб Фів.

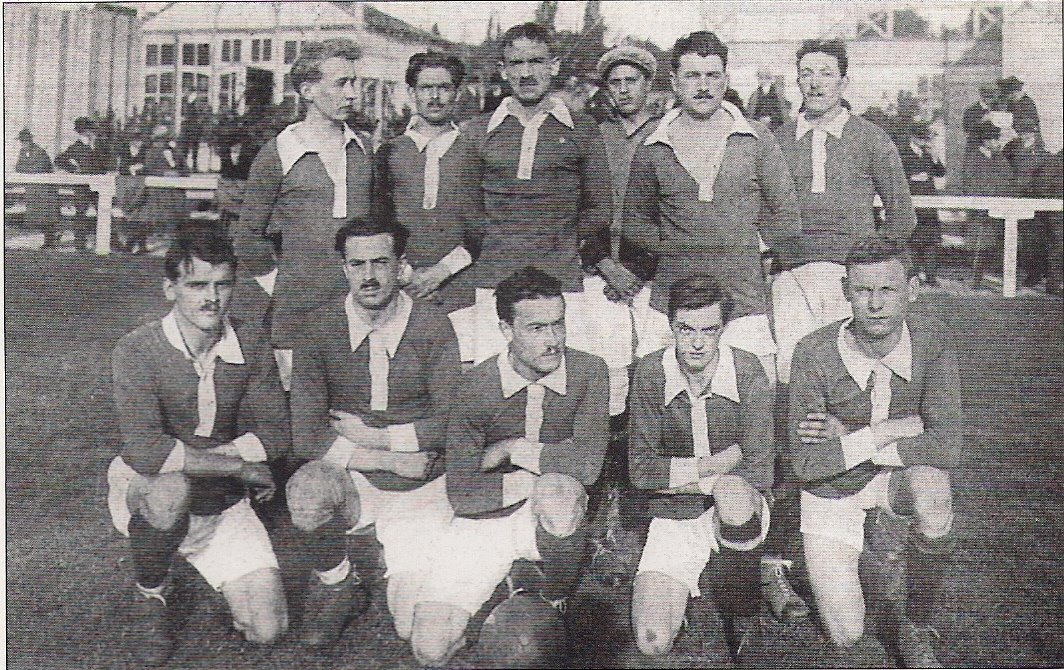
«Фів» у 1922 році.

У 1932 році «Фів» отримав професійний статус і взяв участь у першому розіграші чемпіонату Франції з футболу. Перша гра в історії клубу на професійному рівні закінчилася внічию 1:1 проти клубу «Канн». Перша перемога була здобута у третьому турі чемпіонату проти «Олімпіка» з міста Алес з рахунком 3:0.
У 1934 році «Фів» домігся свого найкращого досягнення в чемпіонаті Франції. У сезоні 1933/34 команда фінішувала на другому місці в таблиці, здобувши 13 перемог у 26 матчах, програвши всього 1 очко переможцю турніру — «Сету».
Команда брала участь в елітному дивізіоні протягом 7 років аж до Другої світової війни.
В 1941 році «Фів» дійшов до фіналу Кубка Франції з футболу, в якому їм протистояв «Бордо». Зустріч завершилася з рахунком 2:0 на користь «Бордо».
У 1944 році команда була на межі зникнення. Це було викликано військовими реформами, при яких на війну відправлялися професійні футболісти французьких клубів. Згодом було вирішено об'єднати два успішно виступаючих в елітному дивізіоні клубу «Фів» і «Олімпік Лілль» в одну нову команду міста — «Лілль».

## Досягнення
- Чемпіонат Франції
  - Віце-чемпіон: 1933/34
- Кубок Франції:
  - Фіналіст: 1940/41